# Hans-Peter Martin
Pour les articles homonymes, voir Georges Martin, Martin et HPM.
Hans-Peter Martin, qui abrège lui-même son nom en HPM, (né le 11 août 1957 à Brégence) est un homme politique et un polémiste autrichien, dirigeant de la Liste Hans-Peter Martin.

## Biographie

### Carrière de journaliste
Hans-Peter Martin est né à Brégence en Autriche en août 1957. Après des études de droit et de sciences politiques à Vienne, il se lance dans le journalisme et collabore avec le Spiegel. Il est l'auteur avec Harald Schumann de l'ouvrage Le Piège de la Mondialisation. Il commence alors à travailler avec Greenpeace, le Club de Rome, et reçoit des distinctions d'instituts proches du Parti social-démocrate d'Autriche (SPÖ) .

### Engagement en politique

#### Aux côtés du Parti social-démocrate d'Autriche
En 1999, le SPÖ) lui propose d'être sa tête de liste pour les élections européennes, comme apparenté. Il accepte, mais se brouille vite avec la direction du parti après son élection. Il finit par quitter le groupe du Parti socialiste européen.

#### Liste anti-corruption
En mars 2004, il publie une liste de noms de lobbyistes qu'il accuse d'avoir corrompu des députés européens, principalement des membres du SPD. Le scandale est énorme, et Martin annonce la constitution d'une liste pour la transparence et contre la corruption du Parlement européen. Il est notamment rejoint par l'ex-présentatrice de l'ORF Karin Resetarits et bénéficie du soutien du quotidien populaire Kronen Zeitung. La liste HPM se classe troisième avec 14 % des suffrages et deux sièges.
Martin siège parmi les non-inscrits et Resetarits, avec qui il s'est brouillé, au sein du groupe ADLE. Martin fonde un collectif pour la transparence avec le député hollandais Paul van Buitenen (en) (Europa Transparant) et l'Anglais Ashley Mote (en). Martin intervient régulièrement pour dénoncer la corruption et les gabegies de l'UE. Il demande le transfert du Parlement à Bruxelles afin de réduire les coûts de fonctionnement.

#### Élections législatives de 2006 en Autriche
En 2006, il annonce sa candidature aux législatives comme candidat d'une plate-forme civique pour la transparence et la démocratie. Sa couleur de campagne est le blanc. Les sondages lui donnent entre 3 et 5 % des voix, le seuil de représentation parlementaire étant de 4 % en Autriche. Il n'obtient toutefois que 2,8 % des voix.

#### Avenir
En 2008, il rencontre le syndicaliste chrétien-social Fritz Dinkhauser, qui monte sa propre liste, pour discuter d'une éventuelle participation, mais le projet avorte. La liste europhobe RETTÖ (en) - sauvons l'Autriche de Karl Walter Nowak (de) ne l'accueille pas non plus, et HPM renonce à se présenter.
Début 2009, à l'approche des élections européennes, le quotidien de centre gauche Der Standard fait état de discussions entre HPM et Declan Ganley, le fondateur de Libertas. Le 5 mars, il annonce néanmoins qu'il ne se présente indépendamment de tout parti politique, y compris de Libertas.
Le 27 avril, Hans-Peter Martin annonce officiellement être candidat sous ses propres couleurs. Son objectif est de conserver la troisième place acquise en 2004. Après une campagne marquée par le soutien franc du quotidien Kronen zeitung, il améliore même son score de 2004, passant de 14 à 17,9 % des voix et conquérant ainsi un troisième mandat, avec près de cinq points d'avance sur le FPÖ.

## Controverses
Un parlementaire élu sur la « Liste Dr Hans-Peter Martin - Für echte Kontrolle in Brüssel » l'accuse d'avoir détourné un million d'euros des comptes de campagne. Le Parlement européen accepte en septembre 2011 de lever son immunité parlementaire pour permettre au parquet autrichien de mener l'enquête qui est toujours en cours[Quand ?]. HPM est finalement débouté par la première chambre du tribunal européen le 16 décembre 2010. Le candidat anti-corruption se retrouve lui-même accusé de corruption.[non neutre]